# Sur – The Melody of Life
Pour plus de détails, voir Fiche technique et Distribution.
Sur – The Melody of Life est une romance musicale du cinéma hindi, réalisé en 2002, par Tanuja Chandra (en). Le film met en vedette Lucky Ali (en), Gauri Karnik, Simone Singh (en), Achint Kaur (en), Divya Dutta et Nithiin (en). Il est librement inspiré d'un film musical à succès télougou de 1992, Swathi Kiranam (en).

## Fiche technique
Sauf indication contraire, les informations mentionnées dans cette section peuvent être confirmées par la base de données cinématographiques IMDb,  présente dans la section « Liens externes ».
- Titre : Sur – The Melody of Life
- Réalisation : Tanuja Chandra (en)
- Scénario : Adivi Sesh (en)
- Musique : M. M. Keeravani (en)
- Production : Matinee Entertainment - PVP Cinema (en)
- Langue : Hindi
- Genre : Romance musicale
- Durée : 136 minutes (2 h 16)
- Dates de sorties en salles :
  -  Inde : 13 septembre 2002